# Ларс Енріке Піра Перес
Ларс Енріке Піра Перес (ісп. Lars Enrik Pira Peres) — гватемальський дипломат. Надзвичайний і Повноважний Посол Республіки Гватемала в Україні за сумісництвом.

## Життєпис
Навчався у приватній школі-інтернат в Швеції. У 1979 році закінчив Університет Макгілла (Канада). У 1982 році закінчив Лундський університет (Швеція), захистив диплом в області економіки, у 2003 році захистив докторську дисертацію.
У 1988—1991 рр. — консультант з питань реактивації сільськогосподарського сектора в Латинській Америці і Карибському басейні.
У 1991—1995 рр. — Надзвичайний і Повноважний Посол Гватемали в Швеції (за сумісництвом Північних країн);
У 1995—1999 рр. — Надзвичайний і Повноважний Посол Гватемали в Норвегії (за сумісництвом Данія);
У 1999—2001 рр. — Надзвичайний і Повноважний Посол Гватемали у Венесуелі;
У 2004—2006 рр. — Постійний Представник Гватемали при ООН та інших міжнародних організаціях в Женеві, Швейцарія;
У 2006—2010 рр. — Надзвичайний і Повноважний Посол Гватемали в РФ;
У 2006—2010 рр. — Надзвичайний і Повноважний Посол Гватемали в Україні за сумісництвом;
У 2008—2010 рр. — Заступник Міністра закордонних справ Гватемали.
У 2010—2013 рр. — Надзвичайний і Повноважний Посол Гватемали в Єгипті;
З 2013 року — Надзвичайний і Повноважний Посол Гватемали у Туреччині;